# Beleg van Antwerpen (1914)
De Belegering van Antwerpen door het Duitse leger in 1914 volgde nadat de Duitse opmars door Noord- en Midden-België en Noord-Frankrijk gestopt was op de Marne.

## Politiek-strategische toestand
Op 4 augustus 1914 waren de Duitse legers het neutrale België binnen gevallen. De vestingen Luik en Namen boden hardnekkig weerstand. Op 16 augustus viel het laatste fort van de vesting Luik. Zoals voorzien in het Belgisch defensieconcept was het veldleger al strijdend teruggetrokken naar Antwerpen. De versterkte stad Antwerpen of vesting Antwerpen was de rol toebedeeld van operationele basis, en nationaal reduit of toevluchtsoord voor het Veldleger en de politieke instellingen. In Antwerpen zouden Frankrijk en Groot-Brittannië als garanten van de Belgische neutraliteit moeten ter hulp komen.
Ondertussen rukten de Duitse legers verder op doorheen Noord-België en zwenkten dan volgens het Schlieffenplan naar het zuiden. Op 25 augustus en op 9 september deed het Belgisch leger uitvallen vanuit Antwerpen op de flank van de Duitse oprukkende legers. Deze werden door de Britten en de Fransen gestopt op de Marne. Na de Slag aan de Marne (6-9 september) trokken de Duitsers zich terug tot achter de Aisne. Het Schlieffenplan was op dat moment mislukt. De strategische objectieven moesten herzien worden. Om nog iets te kunnen redden van zijn oorspronkelijke doelstellingen moest Duitsland Groot-Brittannië uitschakelen, te beginnen met het Britse expeditieleger. De vitale verbindingslijnen tussen de eilanden en het continent moesten verbroken worden. De Duitse vloot kon die opdracht niet aan. Antwerpen en de andere havens aan de Noordzee hadden nu een direct strategisch belang. Om de Britten mogelijk gebruik van de haven van Antwerpen te ontzeggen en om een eind te maken aan de storende uitvallen op hun flank beslisten de Duitsers de vesting Antwerpen te belegeren en in te nemen. Antwerpen zou aangepakt worden van zodra de zware belegeringsartillerie klaar was met de forten rond Maubeuge. Het Duitse 3e Reservekorps onder bevel van generaal Hans von Beseler dat Antwerpen bewaakte werd belast met die opdracht. Het werd versterkt en telde vijf infanteriedivisies met 120 stukken belegeringsartillerie.

## De vesting Antwerpen

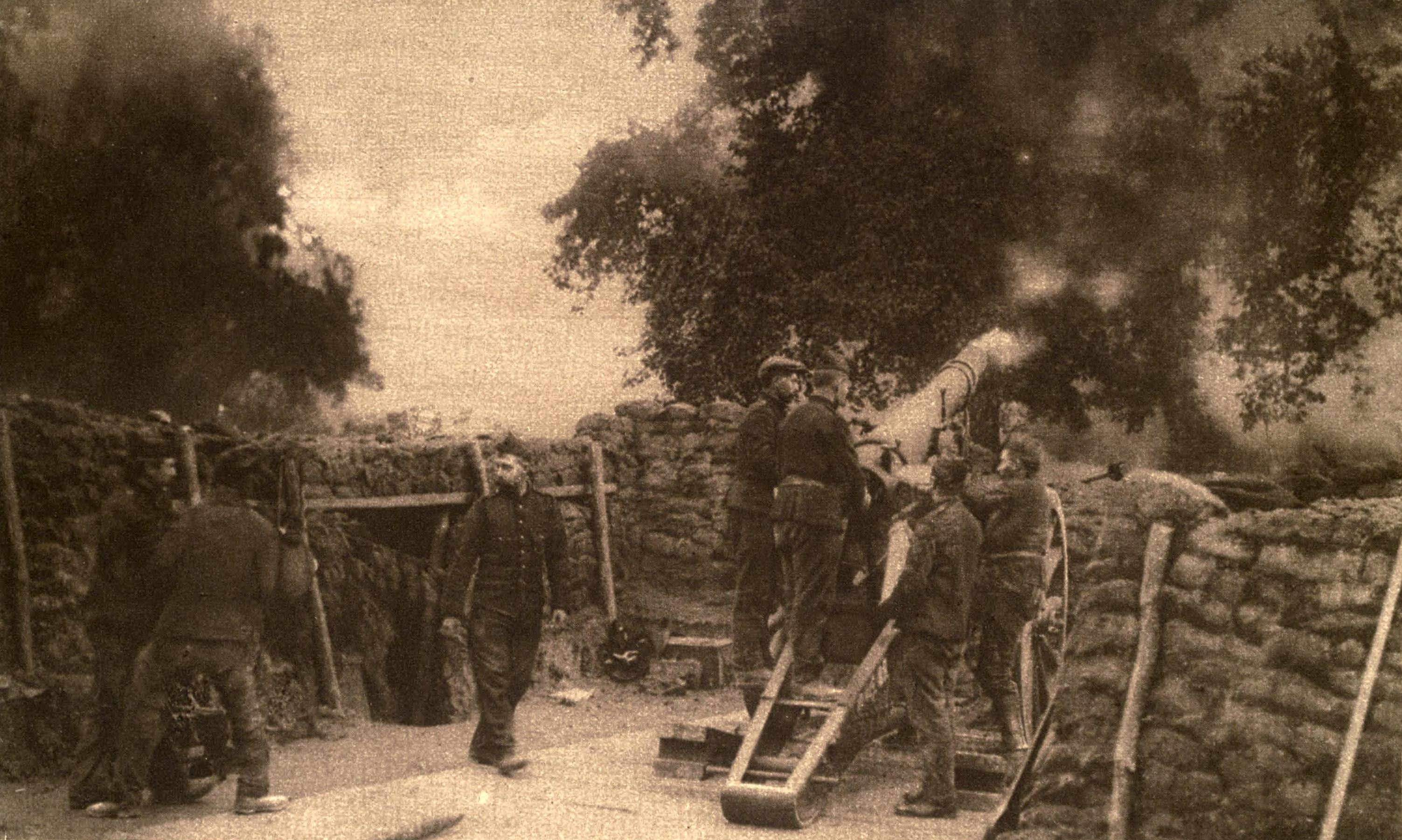
Belgische artillerie verdedigt Antwerpen

In 1914 was de officiële naam van de vesting Antwerpen “Position fortifiée d'Anvers” of “PFA”, in het Nederlands de Versterkte Stelling van Antwerpen of VSA. 
De vesting Antwerpen was toen veel uitgestrekter dan de stad zelf met rondom muren en bastions. De vroegere vesting was wegens de toenemende dracht van belegeringsartillerie telkens verder uitgebreid om de kern van de stad te behoeden voor artilleriebombardementen. De Versterkte Stelling van Antwerpen was een allround defensieve stelling, te paard op de Schelde en met een doorsnee van 20 tot 40 kilometer. Deze defensieve stelling bestond uit een binnenste en een buitenste verdedigingsgordel, steunend op forten en schansen (Op de afbeelding van de PFA aangeduid met "R.", afkorting voor redoute). Het waren oudere en nieuwere bouwwerken, gebouwd, aangepast, verstevigd, verbeterd in de periode van 1859 tot 1914. De forten en schansen werden na de mobilisatie volledig bemand. De troepen behoorden tot het Vestingleger. Het waren hoofdzakelijk reservisten van oudere klassen. De buitenste verdedigingsgordel steunde daarenboven op inundaties langs de Rupel en de Nete. De buitenste verdedigingsgordel had de rol van hoofdweerstandstelling.
Op 20 augustus was het grootste deel van het Veldleger binnen de buitenste gordel van de Versterkte Stelling van Antwerpen opgesteld in lijn achter en tussen de forten. De 5e LA (Legerafdeling of Divisie) was ontplooid achter de Nete ter hoogte van Lier waar de Duitse hoofdkrachtsinspanning verwacht werd. De 2e LA stond achter de 5e LA en nog verder in diepte op drie kilometer achter de 2e LA zou Churchill de twee Britse Naval Brigades opstellen. Op de zuidelijke perimeter in de driehoek tussen Schelde en Rupel waren de 3e LA en de 6 LA opgesteld. De 4e LA was opgesteld buiten de perimeter achter de Schelde ter hoogte van Dendermonde om te beletten dat de Duitsers daar de Schelde zouden oversteken en de vesting vanuit het westen aanpakken. 
De cavalerie divisie en de cavalerieregimenten van de divisies verzekerden de dekking.

## Belegering van de Vesting Antwerpen

### Belegeringsartillerie

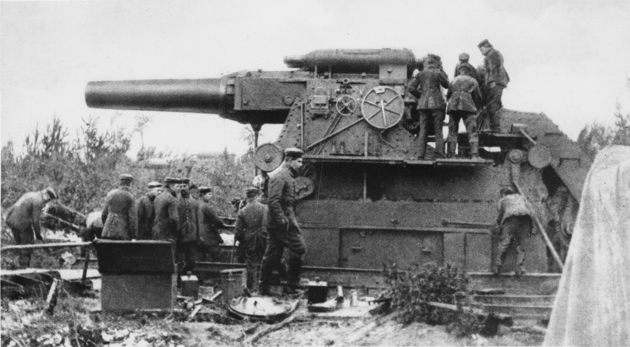
Dikke Bertha schoot granaten van 42 cm diameter af

Op 28 september begon de belegering van de Versterkte Stelling met de beschieting van de forten door speciaal daarvoor ontworpen zware artillerie, kaliber 30,5 cm en 42 cm.
De Oostenrijks-Hongaarse Skoda 30,5 cm houwitser was reeds met succes ingezet tegen de vesting Luik en nadien tegen de vesting Maubeuge. De maximum dracht is 12 kilometer. Het projectiel weegt bijna 400 kilogram. De vuurkadans is 10 schoten per uur. 
De Krupp 42 cm houwitser was pas in 1913 ontwikkeld. Het projectiel weegt 1143 kilogram. De vuurkadans is 10 schoten per uur. De maximumdracht is 14 kilometer.
De projectielen volgen een hoge kogelbaan zodat ze bijna loodrecht inslaan op het doel. Ze zijn voorzien van een vertragingsbuis zodat ze pas ontploffen nadat ze diep in het doel zijn doorgedrongen. De forten konden dergelijke inslagen niet weerstaan. De gewelven zouden barsten, steunpilaren verzakken en de betongewelven instorten onder hun eigen gewicht.

### Van 28 september tot 5 oktober

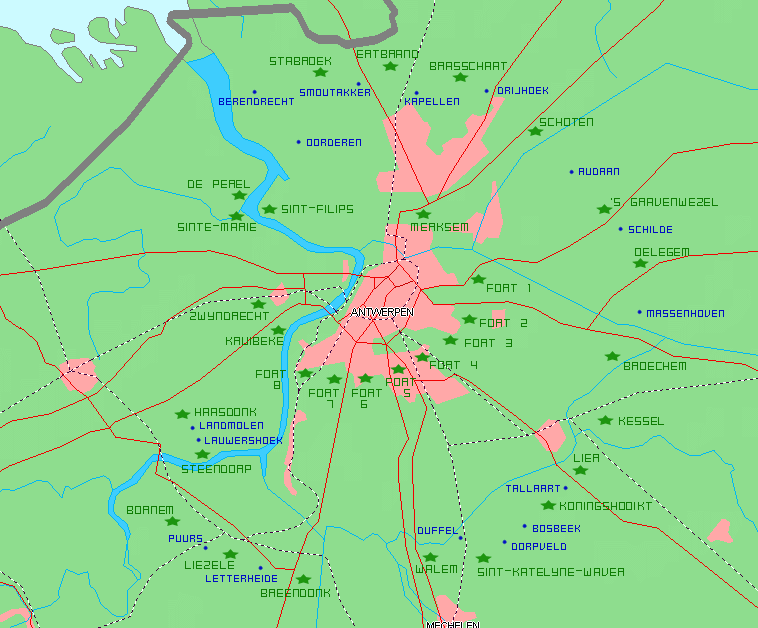
Vesting Antwerpen (forten groen en schansen blauw)

De forten en schansen van de buitenste verdedigingsgordel werden een voor een in puin geschoten door de Duitse belegeringsartillerie die zelf buiten schot van de Belgische artillerie opgesteld was. Begin oktober waren de forten van Walem, Sint-Katelijne-Waver, Koningshooikt, Lier, Kessel en een aantal schansen in Duitse handen.
Op 1 oktober begonnen de Duitsers de eigenlijke aanval. Dezelfde dag stuurde de Belgische regering een telegram naar de Britse regering dat het Belgische leger zich binnen drie dagen zou terugtrekken uit Antwerpen.
De Britten realiseerden zich dan dat de Belgen in Antwerpen een probleem hebben. De Britten die van hun kant dezelfde foute inschatting maakten als de Duitsers omtrent Antwerpen, zagen pas dan het strategisch belang van Antwerpen in. Ze sturen de first lord of the Admiralty Winston Churchill om de situatie op te nemen. Hij overtuigde de Britse regering versterkingen te sturen.
Op 4 oktober werd de Britse Royal Marine Brigade (1800 man) van Duinkerke waar ze in kantonnement lag, naar Antwerpen gestuurd.
Dezelfde dag werd het bevel gegeven de 1ste Britse Naval Brigade en de 2de Britse Naval Brigade, niet volledig opgeleide marinefuseliers, te laten inschepen om de verdedigers van de Versterkte Stelling van Antwerpen te versterken. Ze ontscheepten in Zeebrugge en kwamen toe in Antwerpen op 6 oktober. De drie vernoemde eenheden werden samen gebracht in de Britse Naval Division.

### Een Frans-Britse ontzettingsmacht
Groot-Brittannië en Frankrijk beslisten begin oktober een krijgsmacht op te richten om Antwerpen te ontzetten. De ontzettingsmacht onder bevel van generaal Henry Rawlinson zou bestaan uit een Britse component, de EFRA (Expeditionary Force for the Reliëf of Antwerp), en een Franse component.
De EFRA omvatte de Britse Naval Division (8000 man), de 7th Regular Division (18.000 man; 5.500 paarden) en de 3rd Cavalry Division (4000 man; 4000 paarden). De 7e en 3e divisie ontscheepten in Zeebrugge op 6, 7 en 8 oktober. Op 8 oktober waren ze in Oostende gelegerd. De EFRA stond onder directe controle van Londen, in tegenstelling tot de BEF (British Expeditionary Force) die onder Joffre ressorteerde.
Van de Franse kant moesten de Brigade des Fusiliers marins (8260 man) en de 87e Division d’Infanterie Territoriale  (DIT)(15330 man) deel uitmaken van de ontzettingsmacht.
De Brits-Franse ontzettingsmacht zou nooit in haar voorziene rol ingezet worden gezien de snelle ontwikkeling van de gebeurtenissen. De Brigade des Fusiliers marins kwam pas op 8 oktober in Gent toe. De 87e Division d’Infanterie Territoriale (DIT) zou nooit toekomen omdat ze in Hazebroek ingezet werd. Op 9 oktober werd de ontzettingsopdracht afgeblazen. Generaal Rawlinson kreeg order de terugtocht van het Belgische Veldleger te dekken.

### Het Veldleger verlaat de rechteroever
Op 5 oktober konden de Duitsers ten Zuiden van Lier de Nete oversteken en een bruggenhoofd vestigen. De dag nadien brachten ze kanonnen over naar het bruggenhoofd waarmee ze de 5e Legerafdeling onder direct vuur namen. Op 6 oktober werd ook Fort Broechem, ten Noorden van Lier en van de kleine Nete, uitgeschakeld. De hoofdweerstandstelling was doorbroken.
In de namiddag kwam in de stad de Verdedigingsraad (militaire en burgerautoriteiten) samen. Winston Churchill woonde de vergadering bij. Unaniem werd beslist de buitenste verdedigingsgordel op te geven. Het gros van het Veldleger zou dezelfde nacht de Schelde oversteken naar de linkeroever. Eerst werden de forten van Merksem, Schoten, Kapellen, Brasschaat en Lillo opgeblazen. De enorme voorraden werden weggehaald of vernietigd. De drie legerafdelingen binnen de perimeter, de 3e Legerafdeling, de 1e Legerafdeling en de 5e legerafdeling staken in de nacht van 6 op 7 oktober de Schelde over op respectievelijk een pontonbrug ter hoogte van Rupelmonde, een vlotbrug bij Hemiksem, en een pontonbrug ter hoogte van Burcht. Op 7 oktober om 7 uur in de morgen waren ze elk in de hun toegewezen kantonnementen.
Koning Albert vertrok naar Sint-Niklaas waar het GHK (Groot Hoofdkwartier) was opgesteld. 
De Britse Naval Division, de 2de Legerafdeling en tien garnizoensbataljons bleven achter.

## Beschieting van de stad Antwerpen

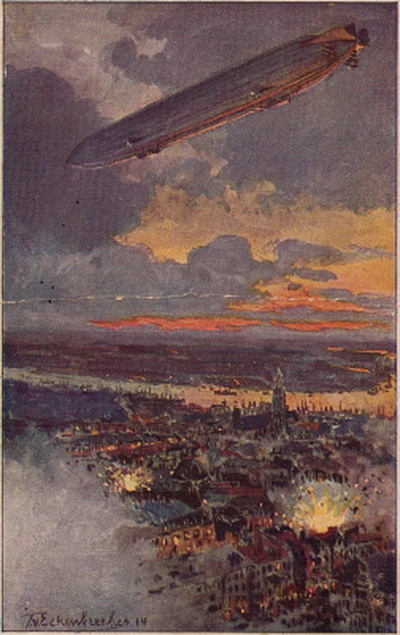
Bombardement door een zeppelin

Antwerpen werd niet opgegeven. De verdediging op de rechteroever werd verdergezet op de binnenste verdedigingsgordel, in afwachting van de komst van de Frans-Britse ontzettingsmacht om de buitenste gordel te heroveren. De forten 1 tot 8 (de gordel ontworpen door Brialmont) waren bezet door het Vestingleger. De Britse Naval Division en de Belgische 2e Legerafdeling bezetten de intervallen tussen de forten.
Op 6 oktober hadden de Duitsers artilleriestukken opgesteld in het bruggenhoofd op schootsafstand van de stadskern. Op woensdag 7 oktober eisten ze de overgave van de stad, zo niet zou overgegaan worden tot bombarderen. De militaire autoriteit en de burgerautoriteit van de stad en vesting weigerden en om 11 uur 's avonds begon de beschieting van de stad. Meer dan 4000 obussen en 140 zeppelinbommen vielen op de  stad. De Duitse artilleristen kregen de opdracht van von Beseler om de kathedraal en ander belangrijk cultureel erfgoed te sparen. De Duitse legerleiding had blijkbaar lessen getrokken na de verwoesting van Leuven, die een heel grote smet op hun blazoen had nagelaten.

## Totale ontruiming van de vesting Antwerpen
De nacht van 7 op 8 oktober gaf het GHK (Groot Hoofdkwartier) zonder medeweten van koning Albert order aan de 4e Legerafdeling en de 6e Legerafdeling hun stelling langs de Schelde ten oosten van Gent op te geven en zich terug te trekken naar het noorden. De communicatielijn tussen de havens aan de kust en Antwerpen werd bedreigd door een mogelijke doorbraak ter hoogte van Dendermonde en omsingeling van de vesting Antwerpen langs de linkeroever van de Schelde. In extremis konden de orders deels teruggeschroefd worden. De 4e Legerafdeling en de 6e Legerafdeling moesten stelling nemen ter hoogte van de Durme en de spoorweg Gent-Lokeren, maar het was twijfelachtig of dat volstond om het onheil af te wenden.
Op 8 oktober stelden de Belgische “gouverneur” (militaire opperbevelhebber) van de vesting, generaal Deguise, en de Engelse autoriteiten vast dat de toestand onhoudbaar geworden was. Rawlinson had strikte orders gekregen de EFRA niet in gevaar te brengen. Hij was op de hoogte van de treurige toestand van de 2e Legerafdeling en maakte zich ernstig zorgen voor zijn Naval Division. Eerst bevestigde Londen de rol van ontzettingsmacht, maar op 9 oktober om 5 uur in de namiddag kreeg de bevelhebber van de Naval Divison, generaal Paris, toch bevel tot de aftocht. Binnen het uur marcheerden zijn mannen over de pontonbrug bij Burcht. Het gros van één brigade miste de afspraak. Ze eisten een stoomboot op en staken in kleine groepen de Schelde over. In Sint-Gillis-Waas namen ze de trein richting Zelzate. Generaal Deguise, die daarvoor bevoegdheid had gekregen, besliste de 2e Legerafdeling te laten vertrekken. De 2e Legerafdeling stak de Schelde over met het ponton bij het Steen en marcheerde langs Sint-Gillis-Waas, Stekene, Moerbeke, Wachtebeke naar Zelzate. 
Generaal Maes die het bevel voerde over de  troepen die zouden achterblijven kreeg het order zich over te geven wanneer de Duitsers verder aandrongen.
Om kwart voor zes in de avond van 9 oktober werd ook de ontzettingsopdracht afgeblazen. De vesting Antwerpen werd opgegeven. Rawlinson kreeg order de terugtocht van het Belgisch Leger te dekken.
In de stad speelden zich apocalyptische taferelen af. Petroleumtanks stonden in brand. Overal heerste chaos en paniek. De wildste geruchten deden de ronde. Duizenden vluchtelingen verdrongen zich op de kaden.

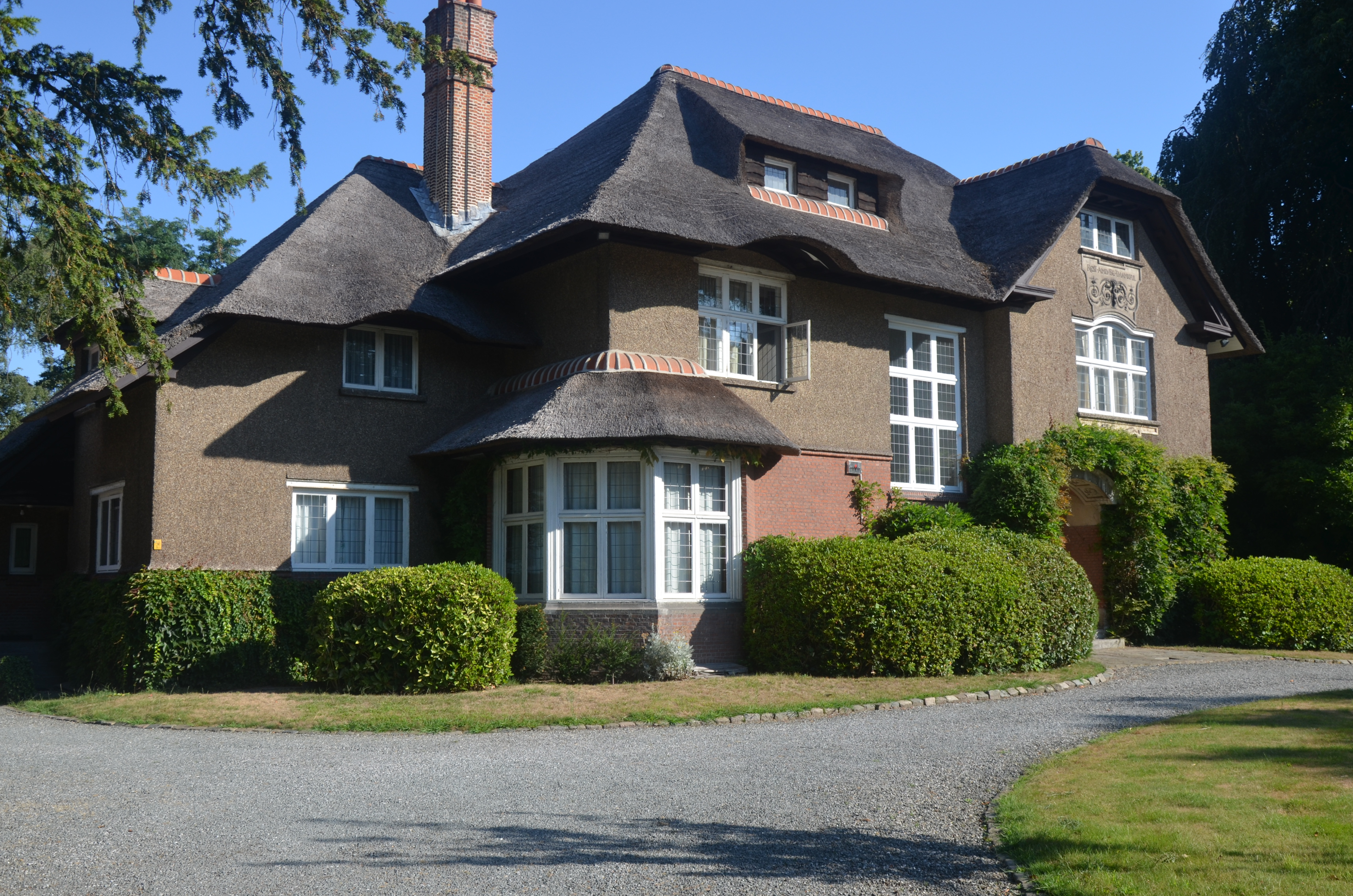
Villa 'Rest and Be Thankful' te Kontich

Onder druk van de bombardementen werd de officiële overgave op 10 oktober ondertekend op basis van een overeenkomst van de burgemeester van Antwerpen, Jan De Vos, met de Duitsers over de voorwaarden voor de overgave. De onderhandelingen en ondertekening vonden plaats in de villa 'Rest and be Thankful' te Kontich.
Een andere onderhandelaar, Louis Franck, pleegde later zelfmoord na een bankschandaal.

## De terugtocht

### Politieke-strategische keuzes
Wanneer de hoofdweerstandstelling moest opgegeven worden en het duidelijk was geworden dat België niet op eigen kracht en evenmin met de bescheiden Britse en Franse hulp Antwerpen kon houden moesten strategische keuzes gemaakt worden. 
A posteriori kunnen een aantal mogelijke strategieën opgelijst worden die ongetwijfeld onder ogen genomen werden, zij het niet zo formeel als hier voorgesteld.
Het Belgische Leger had ter plaatse kunnen capituleren. Strategisch nut voor de bevriende naties zat daar niet in. Groot politiek verlies daarentegen was een zekerheid. Het lijkt zeker dat koning Albert nooit de mogelijkheid van een capitulatie heeft overwogen.
Het Belgische Leger had ter plaatse kunnen strijden tot het uiterste, dat is tot de totale vernietiging van de vesting, van heel het Belgische leger en van de stad met talloze doden tot gevolg, burgers en militairen. Het strategisch nut voor de bevriende naties lag niet voor de hand. Voor een twijfelachtige politieke winst had een exorbitante prijs moeten betaald worden.

### Operationeel-strategische keuzes
Koning Albert opteerde, samen met de Britse autoriteit, voor een derde mogelijkheid, een tijdige aftocht uit Antwerpen om het Veldleger te redden. Het werd aanvankelijk in de omgeving van Sint-Niklaas en Lokeren verzameld. De bedoeling was, met de hulp van de Frans-Britse ontzettingsmacht, Antwerpen opnieuw in te nemen. Dat vereiste dat de communicatielijnen over land tussen de kusthavens en Antwerpen open bleven. Die werden voortdurend bedreigd door de Duitse pogingen de Schelde te overschrijden in de omgeving van Dendermonde, door de uitbreiding naar het noorden van de fronten door Duitse acties rond Rijsel en verplaatsing van de BEF (British Expeditionary Force) van Soissons naar Sint-Omaars-Hazebroek. (Koers naar de Zee).
Uiteindelijk werd besloten de Vesting Antwerpen helemaal op te geven en tot een algemene terugtocht over te gaan. De Belgische eenheden werden verzameld ten noorden van de Schelde, ten westen van het kanaal Gent-Terneuzen. Ze waren dringend aan een restructuratie en rust toe. De dekking ten oosten van het kanaal werd verzekerd door een Belgische cavalerie eenheid. De Britse 7th Regular Division, de Franse Brigade des Fusiliers marins en een groepering Clooten, een geïmproviseerde cavalerie eenheid, waren als dekking ontplooid ten oosten en ten zuiden van Gent.
Er moeten opnieuw strategische keuzes gemaakt worden. De vraag drong zich op: waarheen moet de terugtocht leiden en om wat te doen. De Franse generalissimo Joseph Joffre wilde het Belgische leger in de richting van de Leie en Ieper laten terugtrekken. Daarmee wilde hij het probleem van de bevelstructuur forceren, ofwel het Belgische leger onder zijn bevel krijgen om het te kunnen meeslepen in offensieve avonturen. Koning Albert wil vermijden in Frans vaarwater terecht te komen. Hij heeft schikkingen genomen om eventueel met Oostende als basis verder te strijden. Zijn beleid van onafhankelijkheid verder zettend koos hij uiteindelijk voor een zone op nationale grond, de streek Nieuwpoort, Veurne, Diksmuide, ook gekend als Veurne Ambacht.

### De uitvoering
Op 10 en 11 oktober werd een grootscheepse spoorwegoperatie uitgevoerd. De 4e Legerafdeling, de 3e Legerafdeling en de 6e Legerafdeling zouden opstappen op de trein op de lijn van Gent naar Brugge. De 5e Legerafdeling en de 2e Legerafdeling zouden opstappen op de lijn Zelzate–Eeklo-Brugge en van daar verder naar Nieuwpoort, Veurne, Diksmuide sporen. Nog altijd werd gedacht aan herstructureren en rust voor de uitgeputte eenheden. 
Op 12 oktober was de koning in Oostende. Onder druk van de omstandigheden  besliste hij dat het leger weerstand zal bieden aan de IJzer.

## Vluchtelingen

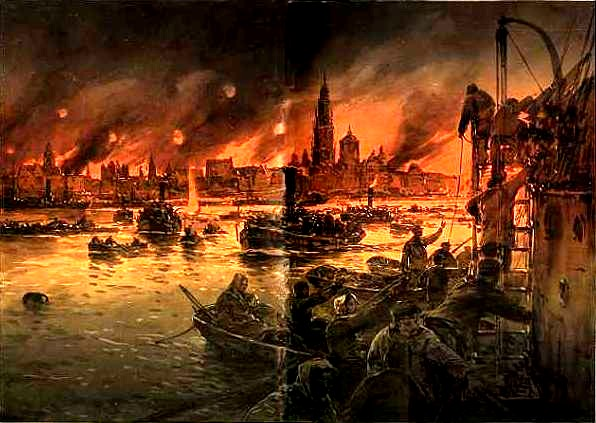
De vlucht uit Antwerpen

De Duitse opmars door Noord-België had reeds een enorme vluchtelingenstroom op gang gebracht. Tijdens de belegering van de vesting Antwerpen en vooral vanaf de beschieting van de stad ontvluchtten heel wat burgers de stad. Na de val van Antwerpen op 10 oktober 1914 waren alles samen zowat één miljoen Belgische burgers in Nederland terechtgekomen. Een half miljoen waren naar Frankrijk of Engeland gevlucht. De grote meerderheid van de niet-militaire vluchtelingen in Nederland zouden terugkeren naar huis zodra de bezetter "orde en rust" verzekerd had. Ongeveer 150.000 vluchtelingen bleven in Nederland tot het einde van de oorlog.
Wanneer op 10 oktober 1914 de 2e Legerafdeling en de Britse Naval Divison Antwerpen hadden verlaten bleven er naar schatting 40.000 Belgische soldaten, vestingtroepen en andere militairen, achter. Om aan krijgsgevangenschap na de overgave te ontkomen weken zij uit naar het neutraal gebleven Nederland.
Bijna 1.600 Britten van de First Royal Naval Brigade gingen dezelfde weg op. Ze hadden de vesting Antwerpen ordelijk verlaten. De trein die hen van Sint-Gillis-Waas naar Zelzate bracht werd door een Duitse raid overvallen. Ze raakten op de dool. Uitgeput en ten einde raad werden ze door hun commandant  naar de Nederlands grens geleid, liever dan in Duitse krijgsgevangenschap te gaan.
Militaire vluchtelingen werden aan de Nederlandse grens ontwapend en geïnterneerd. Pas in 1919, nadat ook Nederland de wapenstilstand had ondertekend, mochten ze naar huis terugkeren.

## Analyse
De Duitse plannenmakers hadden niet van bij de aanvang het belang van Antwerpen als bedreiging op hun flank, als mogelijke Britse ontschepingshaven en mogelijke haven voor de Duitse Hochseeflotte ingezien.
De Britten maakten dezelfde fout en ontdekten het strategisch belang van Antwerpen als vesting en als haven pas in oktober dat jaar.
De voor de hand liggende wijze om Britse troepen ter versterking van Engeland naar Antwerpen te brengen is ze te laten ontschepen in Antwerpen. Wegens de feitelijke blokkade van de haven door Nederland kon dat niet zo maar. De communicatielijnen over land, van Oostende en Zeebrugge naar Antwerpen, kregen daardoor extra strategisch belang.
De belegering van de vesting Antwerpen kwam neer op het systematisch vernielen van de forten met de daarvoor ontworpen en gebouwde zware belegeringsartillerie, in die tijd blijkbaar het offensieve wapen bij uitstek. In totaal vuurden de Duitsers 590 granaten van 42 cm en 2130 van 30,5 cm op de forten af. De forten waren er niet tegen bestand omdat ze als defensieve inrichting uiteraard steeds achterliepen op de technische ontwikkeling van offensieve systemen.
De forten en de Versterkte Stelling van Antwerpen in haar geheel waren desondanks niet nutteloos. De Versterkte Stelling van Antwerpen verplichtte het oprukkende Duitse leger troepen af te vaardigen om het Veldleger in de vesting  te bewaken. De uitvallen van het Veldleger tijdens de Duitse opmars droegen bij aan het succes van de geallieerden in de Slag aan de Marne. De troepen die Antwerpen belegerden konden niet ingezet worden tijdens de vele korte veldslagen tijdens de Koers naar de Zee. Antwerpen bewaken en belegeren kostte tijd die nuttig gebruikt werd door Fransen en Britten om hun dispositief aan te passen.